# العلاقات الرومانية الكورية الجنوبية
العلاقات الرومانية الكورية الجنوبية هي العلاقات الثنائية التي تجمع بين رومانيا وكوريا الجنوبية.

## مقارنة بين البلدين
هذه مقارنة عامة ومرجعية للدولتين:
| وجه المقارنة                                              | رومانيا                                                                               | كوريا الجنوبية                                                          |
| --------------------------------------------------------- | ------------------------------------------------------------------------------------- | ----------------------------------------------------------------------- |
| المساحة (كم2)                                             | 238.40 ألف                                                                            | 100.30 ألف                                                              |
| عدد السكان (نسمة)                                         | 19.59 مليون                                                                           | 51.47 مليون                                                             |
| الكثافة السكانية (ن./كم²)                                 | 82.17                                                                                 | 513.16                                                                  |
| العاصمة                                                   | بوخارست                                                                               | سول                                                                     |
| اللغة الرسمية                                             | اللغة الرومانية                                                                       | اللغة الكورية                                                           |
| العملة                                                    | ليو روماني                                                                            | وون كوري جنوبي                                                          |
| الناتج المحلي الإجمالي (بليون دولار)                      | 211.80 مليار                                                                          | 1.53 تريليون                                                            |
| الناتج المحلي الإجمالي (تعادل القوة الشرائية) بليون دولار | 465.56 مليار                                                                          | 1.75 تريليون                                                            |
| الناتج المحلي الإجمالي الاسمي للفرد دولار أمريكي          | 9.47 ألف                                                                              | 27.22 ألف                                                               |
| الناتج المحلي الإجمالي للفرد دولار أمريكي                 | 23.63 ألف                                                                             |                                                                         |
| مؤشر التنمية البشرية                                      | 0.793                                                                                 | 0.901                                                                   |
| رمز المكالمات الدولي                                      | +40                                                                                   | +82                                                                     |
| رمز الإنترنت                                              | .ro                                                                                   | .kr                                                                     |
| المنطقة الزمنية                                           | ت ع م+02:00، ت ع م+03:00، أوروبا/بوخارست ‏، توقيت شرق أوروبا، توقيت شرق أوروبا الصيفي ‏ | توقيت كوريا الجنوبية، ت ع م+09:00، آسيا/سيول ‏، ت ع م+08:00، ت ع م+08:30 |

## مدن متوأمة
في ما يلي قائمة باتفاقيات التوأمة بين مدن رومانية وكورية جنوبية:
- ترتبط كلوج نابوكا مع سوون باتفاقية توأمة.

## منظمات دولية مشتركة
يشترك البلدان في عضوية مجموعة من المنظمات الدولية، منها:
| علم المنظمة | اسم المنظمة                               | تاريخ انضمام رومانيا | تاريخ انضمام كوريا الجنوبية |
| ----------- | ----------------------------------------- | -------------------- | --------------------------- |
|             | مؤسسة التمويل الدولية                     | 23 سبتمبر 1990       | 16 مارس 1964                |
|             | منظمة حظر الأسلحة الكيميائية              | ?                    | ?                           |
|             | مجموعة أستراليا                           | 1995                 | 1996                        |
|             | يونسكو                                    | 27 يوليو 1956        | 14 يونيو 1950               |
|             | الأمم المتحدة                             | 14 ديسمبر 1955       | 17 سبتمبر 1991              |
|             | المنظمة الهيدروغرافية الدولية             | ?                    | ?                           |
|             | منظمة الشرطة الجنائية الدولية             | ?                    | ?                           |
|             | مجموعة الموردين النوويين                  | ?                    | ?                           |
|             | البنك الدولي للإنشاء والتعمير             | 15 ديسمبر 1972       | 26 أغسطس 1955               |
|             | الاتحاد البريدي العالمي                   | ?                    | ?                           |
|             | مؤسسة التنمية الدولية                     | 12 أبريل 2014        | 18 مايو 1961                |
|             | منظمة التجارة العالمية                    | 1995                 | ?                           |
|             | الفريق المعني برصد الأرض                  | ?                    | ?                           |
|             | المركز الدولي لتسوية المنازعات الاستشارية | 12 أكتوبر 1975       | 23 مارس 1967                |
|             | وكالة ضمان الاستثمار متعدد الأطراف        | 10 سبتمبر 1992       | 12 أبريل 1988               |

## أعلام
هذه قائمة لبعض الشخصيات التي تربطها علاقات بالبلدين:
- سونيا أورسو كيم (لاعبة كرة سلة كورية جنوبية، 24 يوليو 1993 – )

## وصلات خارجية
- موقع وزارة الخارجية الرومانية
- موقع وزارة الخارجية الكورية الجنوبية